# Камишинський район
Камишинський муніципальний район — муніципальне утворення в Волгоградській області Російської Федерації, адміністративний центр — місто Камишин (не входить до складу району).

## Географія

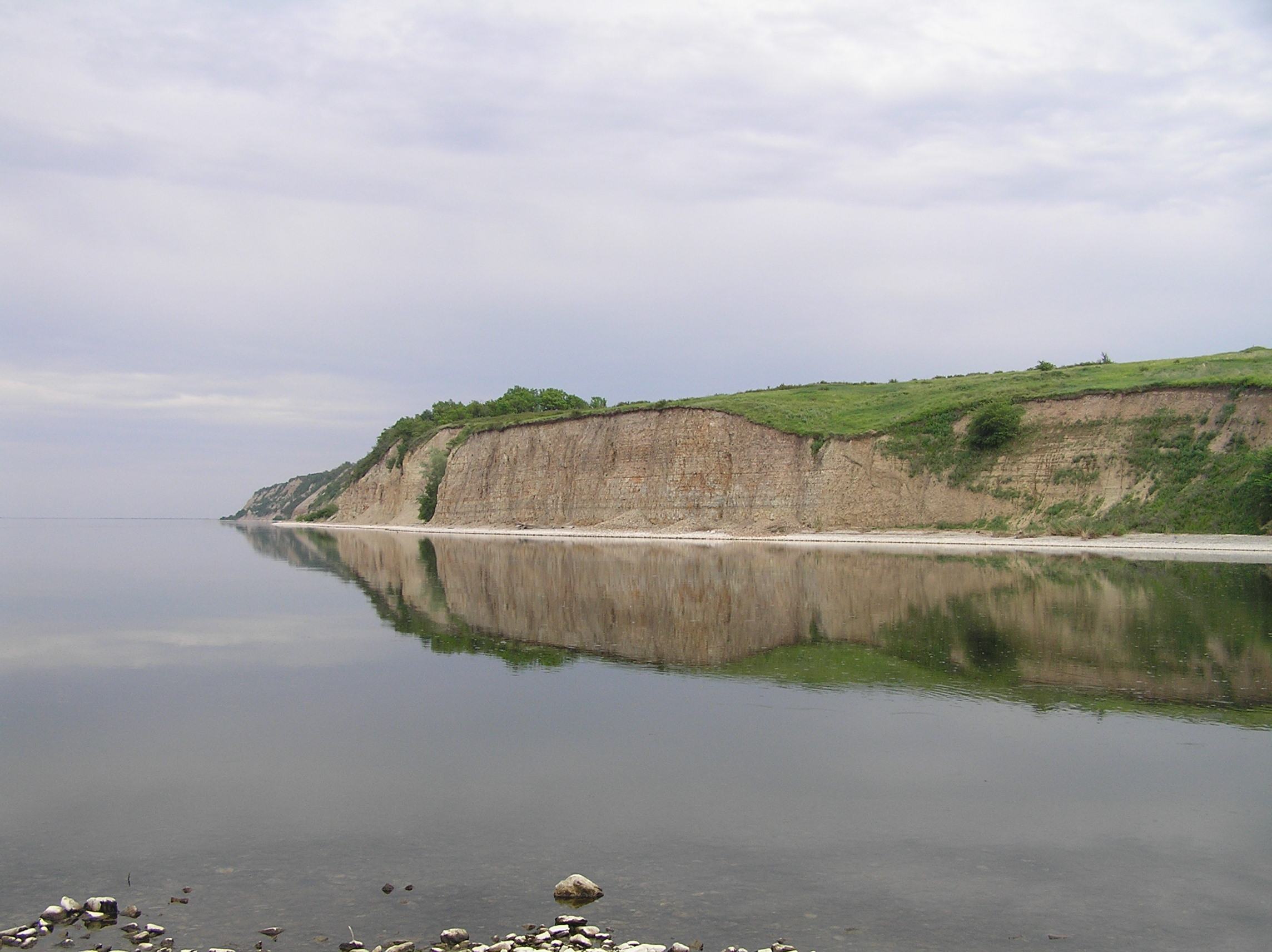
Правий берег Волги на території природного парку Щербаківський

Камишинський район розташований на правобережжі річки Волги. Займає площу 3563 км².

### Корисні копалини
На території Камишинського району відкрито 9 родовищ нафти і газу, розвідано родовище фосфоритів.

## Економіка

### Сільське господарство
Основна спеціалізація району — сільськогосподарське виробництво. Площа сільгоспугідь становить 259,1 тис. га (69 % території). Зареєстровано 446 селянських господарств. У структурі валового виробництва на частку сільського господарства припадає 72 % продукції. Виробляються зернові, овочі, баштанні культури, картопля, м'ясо, молоко, яйця. Основна частина сільськогосподарської продукції (47,8 %) виробляється сільськогосподарськими виробничими кооперативами, 3,5 % — селянськими господарствами, 48,7 % — особистими підсобними господарствами.
За 2003 рік сільгоспвиробниками, селянсько-фермерськими господарствами та особистими садибами вироблено сільськогосподарської продукції більш ніж на 551 млн руб., що становить 112,6 % до рівня 2002 року.

### Промисловість
Промисловість представлена переробними підприємствами (елеватор, крупорушки, млини, олійниці, ковбасний цех, молокозавод), які в 2003 році випустили продукції на 41,3 млн руб.